# Evans Cheruiyot
Evans Kiprop Cheruiyot (10 maggio 1982) è un maratoneta keniota.

## Biografia
Ha esordito in mezza maratona nel 2004, vincendo la mezza maratona di Nairobi con un tempo di 1h04'24".
Nel 2007 ha vinto la medaglia di bronzo ai Campionati del mondo di corsa su strada 2007, aggiudicandosi inoltre anche la medaglia d'oro a squadre; nella circostanza, ha anche realizzato il suo miglior tempo in carriera in mezza maratona, con 59'05". Nel medesimo anno ha inoltre esordito in maratona, vincendo la Milano Marathon. Nel 2008 ha invece vinto la sua prima major in carriera, imponendosi nella Maratona di Chicago con il tempo di 2h06'25", suo miglior risultato cronometrico in carriera in maratona.

## Palmarès
| Anno | Manifestazione              | Sede  | Evento      | Risultato | Prestazione | Note                          |
| ---- | --------------------------- | ----- | ----------- | --------- | ----------- | ----------------------------- |
| 2007 | Mondiali di corsa su strada | Udine | Individuale | Bronzo    | 59'05"      | Miglior prestazione personale |
| 2007 | Mondiali di corsa su strada | Udine | A squadre   | Oro       | 2h58'54"    |                               |

## Altre competizioni internazionali
2004
- Oro alla Mezza maratona di Nairobi ( Nairobi) - 1h04'24"
- Oro alla Sylvesterlauf ( Saarbrücken) - 29'59"

2005
- Oro all'Humarathon ( Vitry-sur-Seine) - 1h01'01"
- Argento alla Mezza maratona di Reims ( Reims) - 1h02'42"
- Bronzo alla Mezza maratona di Marrakech ( Marrakech) - 1h03'34"
- Oro alla 20 Kilomètres de Paris ( Parigi) - 57'19"
- Oro alla Le Puy-en-Velay 15 km ( Le Puy-en-Velay) - 44'28"
- 5º al Cross de L'Acier ( Leffrinckroucke) - 29'35"

2006
- Argento alla Roma-Ostia ( Roma) - 1h00'14"
- Argento alla Mezza maratona di Berlino ( Berlino) - 59'29"
- Oro alla Mezza maratona di Udine ( Udine) - 1h00'18"
- Oro alla Eldoret Half Marathon ( Eldoret) - 1h01'39"
- Oro alla Mezza maratona di Coban ( Cobán) - 1h03'39"
- 6º alla New Delhi Half Marathon ( Nuova Delhi) - 1h03'40"
- Argento alla Rock 'n' Roll Virginia Beach Half Marathon ( Virginia Beach) - 1h03'49"
- Oro alla Le Puy-en-Velay 15 km ( Le Puy-en-Velay) - 44'04"

2007
- Oro alla Milano Marathon ( Milano) - 2h09'16"
- Oro alla Rotterdam Half Marathon ( Rotterdam) - 59'13"
- Bronzo alla Mezza maratona di Berlino ( Berlino) - 59'48"
- Oro alla San Blas Half Marathon ( Coamo) - 1h03'30"
- Argento alla Alphen aan den Rijn 20 km ( Alphen aan den Rijn) - 57'33"
- 4º al Giro Media Blenio ( Dongio) - 28'34"
- Oro al Discovery Kenya Crosscountry ( Eldoret) - 37'54"

2008
- Oro alla Maratona di Chicago ( Chicago) - 2h06'25"
- Argento alla Rotterdam Half Marathon ( Rotterdam) - 59'28"
- Argento alla Corrida Internacional de São Silvestre ( San Paolo), 15 km - 45'16"

2009
- 8º alla Maratona di Boston ( Boston) - 2h12'45"
- 5º alla Maratona di Fukuoka ( Fukuoka) - 2h09'46"
- Argento alla Roma-Ostia ( Roma) - 1h01'17"
- 14º alla Mezza maratona di Lisbona ( Lisbona) - 1h05'20"

2010
- Oro alla Discovery Kenya Half Marathon ( Eldoret) - 1h01'56"
- 16º alla City-Pier-City ( L'Aia) - 1h04'05"

2011
- 6º alla Maratona di Chicago ( Chicago) - 2h10'19"
- Argento alla Maratona di Dubai ( Dubai) - 2h08'17"
- 6º alla Mezza maratona di Lisbona ( Lisbona) - 1h01'50"

2012
- 9º alla Shanghai International Marathon ( Shanghai) - 2h16'52"
- 7º alla Mezza maratona di Udine ( Udine) - 1h05'02"

2013
- Argento alla Maratona di Linz ( Linz) - 2h09'57"

2014
- 4º alla Maratona di Varsavia ( Varsavia) - 2h09'05"
- 7º alla Mumbai Standard Chartered Marathon ( Mumbai) - 2h12'08"

2015
- Oro alla Maratona di Enschede ( Enschede) - 2h09'40"

2016
- 4º alla Standard Chartered Nairobi Half Marathon ( Nairobi) - 1h03'35"